# Corchorus baldaccii
Corchorus baldaccii är en malvaväxtart som beskrevs av Giovanni Ettore Mattei. Corchorus baldaccii ingår i släktet Corchorus och familjen malvaväxter. Inga underarter finns listade i Catalogue of Life.